# Сельское хозяйство Таджикистана
Сельское хозяйство Таджикистана — отрасль таджикской экономики.

## Сельское хозяйство Таджикской ССР
Исторически Таджикистан был преимущественно аграрной страной. Хотя в советское время развивалась промышленность, ведущим осталось сельскохозяйственное производство.
В конце 1980-х годов сельскохозяйственные угодья занимали около 1/3 территории республики. Основными производственными единицами были колхозы и совхозы, однако большую часть фруктов и овощей давали приусадебные участки.
В 1986 году в республике насчитывалось 299 совхозов и 157 колхоз. Сельскохозяйственные угодья составляли 4,2 млн га, из них:
- пашня — 0,8 млн га,
- пастбища — 3,2 млн га.

В связи с большими ирригационными работами площадь орошаемых земель в 1986 году достигла 662 тыс. га. Земледелие давало около 65 % валовой продукции сельского хозяйства. Ведущая отрасль сельского хозяйства — хлопководство (сбор хлопка-сырца 922 тыс. тонн в 1986 году); было развито в Ферганской, Вахшской, Гиссарской долинах. Таджикистан — основная база страны по производству тонковолокнистого хлопка. Расширение посевов хлопка в советский период происходило за счет сокращения посевов продовольственных культур.
Культивировали также табак, герань, лён-кудряш, кунжут. Около 20 % посевов было занято зерновыми культурами (валовой сбор зерна — 246 тыс. т в 1986 году). Выращивали овоще-бахчевые культуры. Было развито плодоводство (в том числе цитрусоводство), виноградарство.
Мясошёрстное овцеводство и мясо-молочное скотоводство. Поголовье (на 1987 год, в млн голов): крупный рогатый скот — 1,4 (в том числе коров — 0,6), овец и коз — 3,2. Шелководство.

## Современный Таджикистан
Основной товарной культурой является хлопок, экспортируется до 90 % волокна. В 1990 сбор хлопка-сырца составил почти 850 тыс. т, однако в условиях политического и экономического кризиса в начале 1990-х годов производство всех видов сельскохозяйственной продукции резко сократилось. Основные районы хлопководства — Ферганская, Вахшская, Гиссарская долины. Кроме того, там разводят виноград, лимоны, дыни. Выше в горах выращивают зерновые, картофель, табак. Некоторые колхозы и совхозы специализировались на скотоводстве (крупный рогатый скот, овцы, козы, свиньи) и птицеводстве.
Преобладающими формами собственности в сельском хозяйстве остаются государственные и коллективные. Около 80 % хлопка по данным на 2003 г. производилось госхозами и колхозами. К 2002 г. появилось 12,5 тыс. частных (декханских) хозяйств, располагающих 45 % обрабатываемой площади. В результате преобразования 400 госферм возникли 2,7 тыс. крупных частных (в среднем 75 га пригодной к обработке земли). К 2005 планировалось реструктурировать и приватизировать остающиеся 225 госхозяйств.